# (161) Athor
(161) Athor ist ein Asteroid des inneren Hauptgürtels, der am 19. April 1876 vom US-amerikanischen Astronomen James Craig Watson am Detroit Observatory in Ann Arbor entdeckt wurde.
Der Asteroid wurde benannt der ägyptischen Göttin Hathor, die oft mit Isis identifiziert wird. Sie hatte den Kopf einer Kuh, trug die Sonnenscheibe und besaß die Eigenschaften von Aphrodite. Die gleiche Göttin diente auch als Vorbild zur Benennung von (2340) Hathor.

## Wissenschaftliche Auswertung
Mit Daten radiometrischer Beobachtungen an der Infrared Telescope Facility (IRTF) auf Hawaiʻi vom 19. Dezember 1980 wurden für (161) Athor erstmals Werte für den Durchmesser und die Albedo von 44 km und 0,19 bestimmt. Aus Ergebnissen der IRAS Minor Planet Survey (IMPS) wurden 1992 Angaben zu Durchmesser und Albedo für zahlreiche Asteroiden abgeleitet, darunter auch (161) Athor, für die damals Werte von 44,2 km bzw. 0,20 erhalten wurden. Eine Auswertung von Beobachtungen durch das Projekt NEOWISE im nahen Infrarot führte 2012 zu vorläufigen Werten für den Durchmesser und die Albedo im sichtbaren Bereich von 41,0 km bzw. 0,23. Nach der Reaktivierung von NEOWISE im Jahr 2013 und Registrierung neuer Daten wurden die Werte 2015 zunächst mit 48,8 km bzw. 0,16 angegeben und dann 2016 erneut korrigiert zu 58,3 km bzw. 0,10, diese Angaben beinhalten aber alle hohe Unsicherheiten.
Radarastronomische Untersuchungen am 13./14. November 2013 mit dem Arecibo-Observatorium konnten die Annahmen zum Durchmesser mit einem Wert von 43 ± 4 km bestätigen. Die gemessene Radar-Albedo steht in Übereinstimmung mit den meisten Asteroiden vom M-Typ, schließt aber eine Zusammensetzung aus, die von Metall dominiert wird. Der Grad der Polarisation weist auf eine mäßig raue Oberfläche hin.

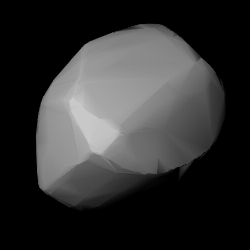
Berechnetes 3D-Modell von (161) Athor

Photometrische Beobachtungen von (161) Athor erfolgten erstmals vom 30. April bis 4. Mai 1979 am La-Silla-Observatorium in Chile. Aus der aufgezeichneten Lichtkurve wurde eine Rotationsperiode von 7,288 h abgeleitet. Eine weitere Beobachtung erfolgte vom 6. November bis 15. Dezember 1980 am Table Mountain Observatory in Kalifornien. Die Daten konnten aber nicht zu einer Rotationsperiode ausgewertet werden. Eine erneute Messung am La-Silla-Observatorium vom 20. bis 23. März 1982 ergab ebenfalls keine eindeutige Bestimmung einer Rotationsperiode, die Daten ließen neben dem früher bestimmten Wert auch eine Periode von 10,9 h zu.
Am Organ Mesa Observatory in New Mexico und am Hunters Hill Observatory in Australien wurden im Frühjahr 2008 unabhängig voneinander photometrische Beobachtungen von (161) Athor durchgeführt. Nachdem sie von ihren Beobachtungen erfuhren, waren die Forscher bereit, ihre Messergebnisse zu kombinieren. Die so erhaltene Lichtkurve aus dem Zeitraum 7. März bis 27. April konnte gleichermaßen zu einer Rotationsperiode von 7,281 h, aber auch von 14,562 h ausgewertet werden. Es wurde jedoch der kürzere Wert als sicher angesehen, da er auch mit allen früheren Beobachtungen korreliert. Diese Beurteilung konnte durch neue Beobachtungen vom 17. August bis 9. September 2009 und vom 21. November 2010 bis 31. Januar 2011 am Organ Mesa Observatory mit einer Rotationsperiode von 7,2798 h bestätigt werden.
Unter Verwendung aller verfügbaren Lichtkurven aus den Jahren 1979 bis 2011 sowie weiterer Daten des United States Naval Observatory (USNO) in Arizona wurden in einer Untersuchung von 2012 mit der Methode der konvexen Inversion Gestaltmodelle des Asteroiden mit zwei alternativen Lösungen für die Position der Rotationsachse berechnet. Die Rotationsachse liegt dabei nahezu in der Ebene der Ekliptik und die Rotationsperiode wurde zu 7,28009 h bestimmt. Zwischen 2012 und 2018 wurden mit der All-Sky Automated Survey for Supernovae (ASAS-SN) auch photometrische Daten von 20.000 Asteroiden aufgezeichnet. Auf mehr als 5000 davon konnte erfolgreich die Methode der konvexen Inversion angewendet werden, darunter auch (161) Athor, für die in einer Untersuchung von 2021 ein verbessertes dreidimensionales Gestaltmodell für eine Rotationsachse mit retrograder Rotation und einer Periode von 7,2802 h berechnet wurde.
Vom 10. bis 20. Januar 2022 erfolgte durch photometrische Beobachtungen einer Beobachtergruppe aus Spanien noch eine Bestimmung der Rotationsperiode zu 7,213 h. Aus archivierten Daten des Asteroid Terrestrial-impact Last Alert System (ATLAS) aus dem Zeitraum 2015 bis 2018 konnte in einer Untersuchung von 2022 mit der Methode der konvexen Inversion eine Rotationsperiode von 7,2803 h berechnet werden.

## Athor-Familie
(161) Athor ist das größte Mitglied einer Asteroidenfamilie mit gemeinsamen Ursprung. Die Athor-Familie besteht aus einer Population von Asteroiden des inneren Hauptgürtels, die zur taxonomischen Spektralklasse X gehören, mit mäßiger Albedo zwischen 0,1 und 0,3. Anstatt nach Asteroiden mit ähnlichen Bahneigenschaften zu suchen, die bei einem Alter von mehr als einigen Milliarden Jahren stark verstreut sein könnten, wurde in einer Untersuchung von 2019 nach Korrelationen zwischen der Großen Halbachse und der inversen Größe von Asteroiden gesucht. Diese Korrelation ist das Kennzeichen von Mitgliedern von Kollisionsfamilien, die unter dem Einfluss des Jarkowski-Effekts von einem gemeinsamen Zentrum abgedriftet sind. Die auf der Erde selten gefundenen Meteoriten vom EL-Typ (Enstatit-Chondriten mit geringem Eisengehalt) besitzen ähnliche spektroskopische Eigenschaften wie die Mitglieder der Athor-Familie, so dass sie als deren Ursprung angesehen wird. Nach einer entwicklungsgeschichtlichen Modellierung wuchs demnach höchstens 60 Mio. Jahre nach der Entstehung des Sonnensystems ein mehrere hundert Kilometer großes EL-Planetesimal in der terrestrischen Planetenregion an, wo es zwischen 60 und 100 Mio. Jahren einer katastrophalen Kollision ausgesetzt war. Mindestens ein Fragment davon – der Vorläufer der Athor-Familie von etwa 64 km Durchmesser – wurde durch einen dynamischen Prozess in den inneren Hauptgürtel transportiert. Etwa 1,5 Mrd. Jahre nach der Entstehung des Sonnensystems, also vor etwa 3 Mrd. Jahren, erlitt dieser Vorläufer der Athor-Familie eine weitere Kollision, die zur Bildung der heutigen Athor-Familie führte. Als kleine Bruchstücke davon gelangen seither die EL-Meoriten aus dieser Region zur Erde.